# 爆獣合神ジグルハゼル
『爆獣合神ジグルハゼル』（ばくじゅうがっしんジグルハゼル）は、メガハウスから発売している玩具の名称、およびテレビアニメのタイトルである。

## 概要
バンダイから発売している『マシンロボ　ムゲンバイン』同様のコンセプトを持つブロック玩具である。商品展開としては、歴代の平成以降のマシンロボ玩具とリンクできる商品となっている。
変形・合体を「自組る（じぐる。組み立てる）」「爆ぜる（はぜる。分解する）」と呼び、ムゲンバイン同様、組み換えを推奨している。
ジョイント軸は直径4ミリとなっており、ムゲンバインとの合体も可能となっている。ただし径が合わない箇所もあるので、組み合わせには注意が必要。
2014年12月には、新シリーズ『ジグルハゼルシリーズ ドッキングヘッドブロッカー』が発売されたが、本製品をもってシリーズ展開は終了している。

## ストーリー
魔法・錬金術のような技術が存在する世界。そこには、「ジグルハゼル」と呼ばれる神のパーツの伝説があった。
未知の力を秘めるパーツである「ジグルハゼル」は、メカ生命体「ジグルハゼルモンスター（爆獣）」としてこの世界に散らばっており、その力を使うことができるのは、爆獣を従えることが出来る強き心を持ち、爆獣を操り、自由に分解・結合させることが出来る特殊な術を極めた者だけである。
その力を持つ少年たちは爆獣を従え、伝説の神のパーツである『神のジグルハゼル』を探す旅に出る。しかし、そこには過酷な試練が待ち構えていた。

## シリーズラインナップ
商品形態は単体売り（ブリスターパック）とセット売り（ボックス）の2種類がある。
コアロボット形態では「ジグルハゼルモンスター（爆獣）」、合体後は「合神」と呼ばれている。

### ハゼルセイオー
2013年4月発売。コンセプトは『西遊記』。
- ハゼルゴクウ
孫悟空型のジグルハゼルモンスター。背中のスイッチを押すと手足のパーツが分解するギミックがある。
- ハゼルサゴジョウ
沙悟浄型のジグルハゼルモンスター。甲羅型のシールドの中央を押すと刃が飛び出るギミックを持つ。
- ハゼルハッカイ
猪八戒型のジグルハゼルモンスター。背中にある2つのスイッチを押すと身長が伸びるギミック（商品説明では「巨大化ギミック」）を内蔵する。
- ハゼルセイオー
上記の3体が合体することで誕生するロボット。中国武将をモチーフとしている。

### ハゼルジンオー
2013年7月発売。コンセプトは『侍』。今弾より各モンスターのギミックを廃している。
- ハゼルジュウベエ
ミノタウロス型のジグルハゼルモンスター。名前の由来である柳生十兵衛と同じく、左目に眼帯状のモールドが施されている。
- ハゼルジンリュウ
東洋龍型のジグルハゼルモンスター。
- ハゼルヒエン
燕型のジグルハゼルモンスター。袴状のパーツを形成する都合上、翼に折りたたみギミックが存在する。
- ハゼルブオウ・ハゼルザオウ
狛犬型のジグルハゼルモンスター。ハゼルジンオーの右足になるのがブオウで、左足がザオウ。それぞれ『阿』と『吽』を表しているが、足首以外の造形が同じとなっている。
- ハゼルジンオー
上記の5体が合体することで誕生するロボット。剣豪がモチーフ。

### ハゼルオーダイン
単品売り（ホワイトバージョン）は2013年12月、セット売り（ブラックバージョン）は2014年1月発売。コンセプトは『騎士』。
- ハゼルヴァルキル
ヴァルキリー型のジグルハゼルモンスター。ヴァルキリーだが、中性的なデザインとなっている。
- ハゼルフェンリル
狼型のジグルハゼルモンスター。
- ハゼルヨルガン 
海蛇型のジグルハゼルモンスター。
- ハゼルフギム
梟型のジグルハゼルモンスター。
- ハゼルユグドミル
魚型のジグルハゼルモンスター。フギムとユグドミルはセット販売。
- ハゼルオーダイン 
上記の5体が合体して誕生するロボット。聖騎士がモチーフ。前2作よりも細かいパーツ割りになっているため、食玩のムゲンバインに近い構成となっている。

## テレビアニメ
テレビアニメがアニマックスより2013年4月から放送を開始している。プロダクション リード（現・葦プロダクション(2代目法人)）のロボットアニメが放送されるのは、プロダクション リードが葦プロダクション（初代法人）を名乗っていた時代の『獣装機攻ダンクーガノヴァ』以来6年ぶりことで、プロダクション リードに社名変更してからは初めてである。
各キャラクターごとにストーリーが分かれているショートアニメであり、それぞれ通常版とナレーション版が存在している。

### スタッフ
- 原案 : メガハウス
- 監督 : 大張正己（ハゼルセイオー編、ハゼルジンオー編）、アミノテツロ（ハゼルオーダイン編）
- メカニックデザイン・メカニック作監 : 山根理宏
- 敵メカニックデザイン： やまだたかひろ
- キャラクターデザイン : ことぶきつかさ
- キャラクター作監 : 田名網梢
- 色彩設計 : 梅田祐樹
- 美術監督 : 田村せいき（ハゼルセイオー編）、松浦隆弘（ハゼルジンオー編、ハゼルオーダイン編）
- CG : ポリゴン・ピクチュアズ（ハゼルセイオー編、ハゼルジンオー編）、OKINAWA GONZO（ハゼルオーダイン編）
- アニメーション制作 : プロダクション　リード
- 製作 : ZIGURUHAZERU PROJECT
- ナレーション・キャスト : 山口勝平（ハゼルセイオー編）、浪川大輔（ハゼルジンオー編）、川原慶久、冨岡美沙子（ハゼルオーダイン編）

### 主題歌
「爆獣合神ジグルハゼル」
歌 - SINGMAN / 曲 - ローズ高野

## 公式サイト
- 爆獣合神ジグルハゼル玩具サイト
- 爆獣合神ジグルハゼル作品紹介
- 爆獣合神ジグルハゼルアニメサイト（アニマックス）